# Claude Dumont
Pour les articles homonymes, voir Dumont.
Claude Dumont, né le 6 juillet 1923 à Douai et mort le 23 août 1979 à Montrouge (Hauts-de-Seine), est un résistant et homme politique français.

## Biographie
Durant la Seconde Guerre mondiale, il est membre du BCRA.  Résistant de la première heure Il est arrêté par la Gestapo à l'âge de 17 ans, torturé et déporté à Mauthausen. Il est ensuite, d'après Pierre Péan, « de tous les combats gaullistes »; il fonde le service d'ordre du RPF avec Dominique Ponchardier et Pierre Debizet.
En mars 1956, il cofonde avec Jacques Soustelle l’Union pour le salut et renouveau de l'Algérie française (USRAF), qui regroupe les partisans les plus déterminés de l'Algérie française.
Alors sénateur du département de Sétif et Batna (plus jeune sénateur français), il rencontre le général Salan le 30 août 1961 à Tipasa. Il rejoint l'OAS.
Il s'exile ensuite en Belgique. Arrêté en Belgique il est libéré et obtient le statut de réfugié politique en Belgique grâce au Président du Sénat belge Huysmans et ne rentrera en France qu'en 1969 après le départ du Général de Gaulle et l'amnistie accordée.
Il poursuit ensuite une carrière d'homme d'affaires internationales et est Consul général de Bolivie en France.